# Mangeclous
Mangeclous és una pel·lícula francesa dirigida per Moshé Mizrahi, estrenada l'any 1988.
Es tracta d'una adaptació de la novel·la homònima d'Albert Cohen, publicada l'any 1938. Ha estat doblada al català

## Argument
Els Valeureux són un clan de jueus modests que viuen a Cefalònia, a les Illes Jòniques, en els anys 1930. Mangeclous és el manipulador i el paràsit del clan, fent-se passar per advocat quan en realitat és a penes escriptor públic. Atrets a Ginebra per la promesa d'un tresor que els ha temptat un misteriós correu, agafen el camí de Suïssa amb molt d'equipatge portats per l'oncle Saltiel que disposa d'una certa autoritat sobre la família. A Marsella se'ls uneix Scipion, un marsellès camarada de regiment de Mangeclous. Arribats a Ginebra després de peregrinacions rocambolesques d'un viatge molt desorientador per ells, no comprenen encara que l'autor del correu misteriós no és altre que el príncep del clan, el brillant Solal que és alt funcionari a la Societat de les Nacions. Mangeclous, l'incansable ensarronador del clan intenta diverses maniobres amb la finalitat d'apropiar-se el tresor promès però Saltiel frustra els seus plans i els Valeureux acaben per trobar Solal en el seu luxós despatx. El tresor no existeix o més aviat és simplement la reunificació del clan i l'abundant menjar que els ofereix Solal i que, per Mangeclous, es suficient per a justificar el viatge.

## Repartiment
- Pierre Richard: Mangeclous
- Charles Aznavour: Jérémie
- Jean-Luc Bideau: Michael
- Bernard Blier: Saltiel
- Jean Carmet: Scipion
- Jacques Dufilho: Mattathias
- Jacques Villeret: Salomon
- Samuel Labarthe: Solal
- Jean-Pierre Cassel: De Surville
- Fernand Berset:
- Bernard Pivot: Narrador (veu off)